# Província de Samsun
Samsun és una província de Turquia a la costa de la mar Negra amb una població d'1.250.071 habitants (2009). Les seves províncies adjacents són Sinop al nord-oest, Çorum a l'oest, Amasya al sud, Tokat al sud-oest, i Ordu a l'est.
La capital provincial és Samsun, una de les ciutats més poblades a Turquia i el port més gran i amb més trànsit del Mar Negre.

## Districtes
La província de Samsun es divideix en 17 districtes quatre dels quals s'inclouen de fet en el municipi de la ciutat de Samsun (es mostren en negreta).
- İlkadım
- Canik
- Atakum
- Tekkeköy
- Alaçam
- Asarcık
- Ayvacık
- Bafra
- Çarşamba
- Havza
- Kavak
- Ladik
- Ondokuzmayıs
- Salıpazarı
- Terme
- Vezirköprü
- Yakakent

## Història
El fundador de la República Turca, Mustafa Kemal Atatürk, començà la Guerra d'Independència Turca aquí, el 19 de maig de 1919.